# Peine de mort en Norvège

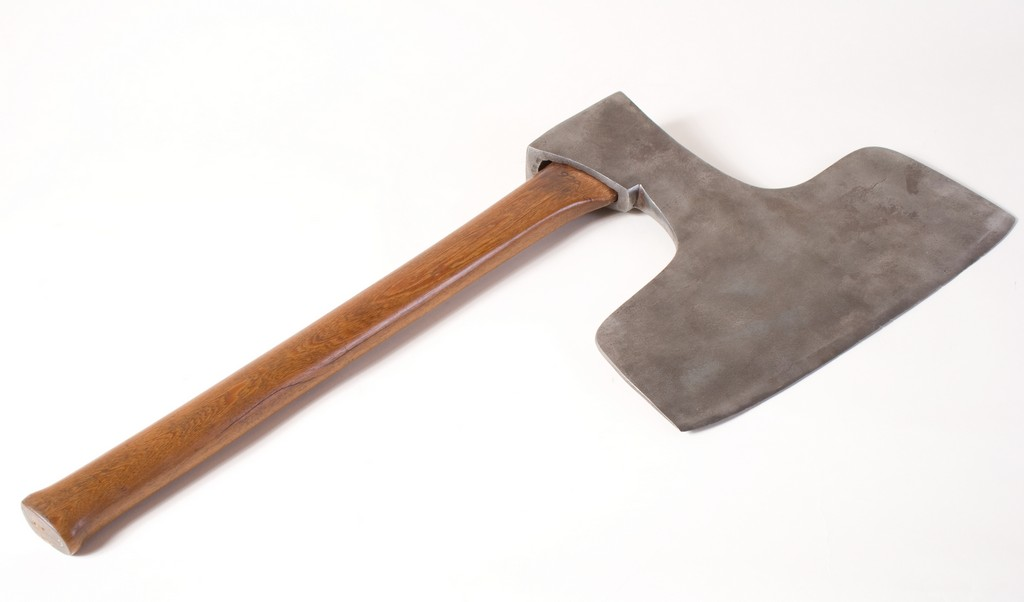
La hache du bourreau de Trondheim au milieu du XVIIIe siècle.

La peine de mort a été complètement abolie en Norvège par la loi du 8 juin 1979.

## Histoire
Dans le code pénal de 1842, la peine de mort est réservée à des crimes graves, tels que la haute trahison et certaines formes d'homicide. La dernière exécution en temps de paix est celle de Kristoffer Nilsen Svartbækken Grindalen, exécuté par décapitation le 25 février 1876 à Løten. La Straffeloven (no) de 1902 l'abolit dans le domaine civil, mais elle reste applicable dans le domaine militaire pour les crimes les plus graves.
Après la Seconde Guerre mondiale, 45 collaborateurs sont exécutés au terme de leur procès, en vertu de lois passées par le gouvernement en exil. Parmi eux, on compte notamment Vidkun Quisling, le chef du gouvernement de collaboration. Son ministre Ragnar Skancke est fusillé le 28 août 1948 : il est le dernier condamné à mort exécuté en Norvège.